# Oscar Lewicki
Carl Oscar Johan Lewicki (ur. 14 lipca 1992 w Malmö) – szwedzki piłkarz o niemieckim pochodzeniu, grający na pozycji defensywnego pomocnika. Od 2015 jest zawodnikiem klubu Malmö FF.

## Kariera klubowa
Swoją karierę piłkarską Lewicki rozpoczął w klubie Malmö FF. Następnie trenował w Rörsjöstadens IF, a w 2008 roku został zawodnikiem juniorów Bayernu Monachium. W 2010 roku stał się członkiem zespołu rezerw Bayernu. W zespole rezerw zadebiutował 3 sierpnia 2010 w przegranym 1:4 wyjazdowym meczu z Kickers Offenbach. W rezerwach Bayernu był podstawowym zawodnikiem.
W sierpniu 2011 roku Lewicki wrócił do Szwecji i podpisał kontrakt z BK Häcken. Swój debiut w Allsvenskan zaliczył 31 marca 2012 w zremisowanym 0:0 wyjazdowym meczu z GAIS. W sezonie 2012 wywalczył z Häcken wicemistrzostwo Szwecji.
W zimowym okienku transferowym 2015 roku Oscar wrócił do rodzimego Malmö FF.
| Sezon   | Klub                | Kraj    | Rozgrywki   | Mecze | Bramki |
| ------- | ------------------- | ------- | ----------- | ----- | ------ |
| 2010/11 | Bayern Monachium II | Niemcy  | 3. liga     | 33    | 0      |
| 2011    | BK Häcken           | Szwecja | Allsvenskan | 0     | 0      |
| 2012    | BK Häcken           | Szwecja | Allsvenskan | 24    | 1      |
| 2013    | BK Häcken           | Szwecja | Allsvenskan | 18    | 1      |
| 2014    | BK Häcken           | Szwecja | Allsvenskan | 27    | 0      |
| 2015    | Malmö FF            | Szwecja | Allsvenskan |       |        |

## Kariera reprezentacyjna
W reprezentacji Szwecji Lewicki zadebiutował 17 stycznia 2014 roku w wygranym 2:1 towarzyskim meczu z Mołdawią, rozegranym w Abu Zabi.
W 2015 roku znalazł się w kadrze Szwecji, która zwyciężyła w Mistrzostwach Europy U-21. Lewicki był ważnym zawodnikiem swojej drużyny, w efekcie czego wybrany został do najlepszej 11-tki turnieju.
Rok później znalazł się w kadrze Szwecji na Mistrzostwa Europy w Piłce Nożnej 2016. Wystąpił tam w dwóch meczach grupowych, a Szwedzi z zaledwie jednym punktem odpadli z dalszej rywalizacji.